# 94884 Takuya
94884 Takuya è un asteroide della fascia principale. Scoperto nel 2001, presenta un'orbita caratterizzata da un semiasse maggiore pari a 2,3508008 UA e da un'eccentricità di 0,0509025, inclinata di 3,26325° rispetto all'eclittica.
L'asteroide è dedicato all'astronomo giapponese Takuya Matsuda.